# Riu Sutjeska
El Sutjeska és un riu de Bòsnia i Hercegovina. Amb una longitud de 35 km, es tracta d'un afluent del Drina, pertanyent a la conca hidrogràfica de la mar Negra. Travessa i dona nom al Parc Nacional Sutjeska.

## Recorregut
El Sutjeska neix al Massís de Volujak, als peus de la Muntanya Vlasuja, a prop de Mišejiči, a una altitud de 1 500 msnm. En la part superior del seu curs flueix cap al nord-oest en una vall entre les muntanyes Volujak i Lebršnik. Més al nord, torna cap al nord-est, a prop del poble de Grab. A continuació, flueix a través d'un coll de pedra calcària que separa les muntanyes Maglić i Volujak dels Zelengora. Passa pel poble de Tjentište i desemboca al riu Drina, a prop del llogarret de Batasi.
Al seu recorregut, el Sutjeska rep diversos afluents: el Jabošnica i el Hrčavka per la seua esquerra), i el Suski i el Perućica per la dreta.

## Història
Durant la Segona Guerra Mundial, els marges del riu van ser escenari d'un mític enfrontament entre els Partisans iugoslaus i la Wehrmacht de l'Alemanya nazi: la batalla del Sutjeska, en la que el gruix de l'exèrcit partisà va aconseguir resistir a una operació encaminada a la seua anihilació. En homenatge als 7.543 partisans morts, es va erigir un monument al llogarret de Tjentište.